# Ероз Арбуи
Ероз Арбуи (фр. Ayros-Arbouix) насеље је и општина у јужној Француској у региону Миди Пирене, у департману Горњи Пиринеји која припада префектури Аржеле Газо.
По подацима из 2011. године у општини је живело 282 становника, а густина насељености је износила 103,68 становника/km². Општина се простире на површини од 2,72 km². Налази се на средњој надморској висини од 600 метара (максималној 880 m, а минималној 418 m).

## Демографија
| 1962. | 1968. | 1975. | 1982. | 1990. | 1999. | 2011. |
| ----- | ----- | ----- | ----- | ----- | ----- | ----- |
| 220   | 228   | 235   | 256   | 230   | 231   | 282   |

График промене броја становника у току последњих година